# Graham Seamount
Il Graham Seamount è una montagna e vulcano sottomarino che fa parte della catena sottomarina di Kodiak-Bowie, situato nella parte nordorientale dell'Oceano Pacifico, a ovest delle isole Haida Gwaii, nella Columbia Britannica, in Canada.
È posizionato vicino al Bowie Seamount e all'Oshawa Seamount, e come gli altri vulcani della stessa catena sottomarina fu formato dall'attività del punto caldo di Bowie.